# Vitalie Butescu
Vitalie Butescu (n. 3 octombrie 1972, Ștefan Vodă, raionul Ștefan Vodă, Republica Moldova) este un pictor român de origine basarabeană.

## Biografie

### Studii
Pictorul Vitalie Butescu s-a născut în data de 3 octombrie 1972 în localitatea Ștefan Vodă din Republica Moldova. A urmat cursurile Colegiului de Arte Plastice „Alexandru Plămădeală” din Chișinău la clasa profesorului Sergiu Fusu, pe care a absolvit-o în anul 1990. În anul 1997 și-a dat licența sub îndrumarea profesorului Ioachim Nica la Academia de Arte „Ion Andreescu” din Cluj-Napoca.
În scurt timp a devenit membru al Uniunii Artiștilor Plastici din România. În perioada 1996 - 1998 a participat activ la expozitiile bienale ale Uniunii Artiștilor Plastici și a expus în galerii private din România dar și din străinătate.
În anul 1999 Vitalie Butescu s-a stabilit în capitala Angliei, la Londra, fiind acreditat de Bayswater Road Artists Gallery pentru expunere și vânzare lucrări profesioniste.

### Perioada de colaborare cu Bogdan Pietriș
Revenit în România, în anul 2005, Vitalie Butescu l-a cunoscut pe pictorul Bogdan Pietriș cu care a legat o strânsă prietenie. Pietriș i-a ascultat confesiunile și i-a înțeles frământările și i-a spus: „Dragă, în Occident, dar mai ales la Londra, oricât de mult și oricât de bine ai lucra, nu poți depăși stadiul de meseriaș sau, dacă vrei, de mare meseriaș, pe când în România, la un moment dat, ai șansa să te simți pictor.” Spusele lui au fost înțelese și asimilate de Butescu pe parcursul vizitelor pe care le făcea în atelierul maestrului sau în timpul ieșirilor pe care le făceau în Delta Dunării, la munte sau la ședințele de plein-air unde mergeau împreună.
In septembrie au participat la cea de-a IV-a ediție a atelierului de creație “Pictori peisagiști in grădina Palatului Cotroceni”, finalizat in perioada ianuarie – februarie 2006 cu o expoziție de grup in cadrul Muzeului Național Cotroceni. 

## Expoziții de grup
In august 2006 a participat la Tabăra Internațională de Artă Plastică Inter-Art Aiud, iar in decembrie la expoziția de grup ”Ateliere Bogdan Pietriș”.
In luna mai 2007 a participat la cea de-a IV-a ediție a Taberei de Creație ”Pictori de azi la Balcic”, finalizată cu o expoziție de grup ”Pictori de azi la Balcic” la Institutul Bancar Român (iunie) și la Muzeul de Artă din Constanța (august). Cu ocazia deschiderii Festivalului și Concursului Internațional George Enescu (1 - 22 sept. 2007), a fost selectat să participe cu lucrări la expoziția “Europa în sunet și culoare”.
In februarie 2008 a avut lucrări selectate la expoziția de grup “Balcic. Școala de la Marea Neagră” la Galeriile Arcade din Bistrița (5-25 februarie), iar in perioada 29 aprilie – 4 mai a participat la Europ’Art Geneve International Art Fair, proiect continuat in luna mai cu o expoziție de grup “Elite Art Gallery @ Europ’Art 2008” la Galeria Artelor a Cercului Militar Național. In iulie a participat la expoziția “O inimă cât o țară” dedicată personalității Reginei Maria și moștenirii sale artistice, iar in septembrie a avut lucrări selectate la expoziția de grup “Culorile feminității”.
In septembrie 2009, cu ocazia Festivalului și Concursului Internațional George Enescu, a fost selectat să participe cu lucrări la expoziția organizată in foaierul Sălii Mari a Palatului. In septembrie 2010, in cadrul manifestărilor dedicate implinirii a 551 de ani de atestare documentară a orașului București, a fost selectat să participe cu lucrări la expoziția organizatã la GAMB, iar in octombrie a participat cu lucrãri la expoziția de grup prilejuită de incheierea ediției 2010 a proiectului “Pictori de azi la Balcic”. In martie 2011 a participat cu lucrări la expoziția de grup “Culorile feminității” organizată la Galeriile de Artã ale Municipiului București, in aprilie a fost selectat sã participe cu lucrări la expoziția de grup “Memoria Balcicului” organizatã la IBR, in aprilie a participat la expoziția de grup “Axis Mundi”, iar in perioada iunie - august a avut lucrări pe simeze in cadrul expoziției “Dialog cromatic” organizată la GAMB. In martie 2012 a avut lucrãri pe simeze in cadrul expoziției “Arc peste timp”, Piano Cazola, Cluj-Napoca, iar in aprilie a participat cu lucrări la expozitia de grup “De la București la Balcic“ organizată la GAMB, eveniment in cadrul căruia a fost prezentat proiectul “Balcic 5+1“ la care a participat in luna mai alături de alți 4 pictori și un critic de artă. Proiectul s-a finalizat cu expoziția “Pictori de azi la Balcic“. In iunie 2012 a participat la expoziția “Balcic, arc peste timp“ la Muzeul Național Cotroceni, iar in noiembrie 2012 a susținut o mini - expoziție pe perioada Conferinței Naționale “Medicina Bazată pe Dovezi” la Crystal Palace Ballrooms din București. In perioada martie – aprilie 2013 a participat, alături de alți 9 artiști, la Tabăra de creație « FroniusArt 2013 », finalizată cu o expoziție la Galeria de artă contemporană «Turnul fierarilor» din Sighișoara, in mai 2013 a participat la Tabăra de creație « Pictori de azi la Balcic », finalizată cu o expoziție la Galeria Castelului Reginei Maria de la Balcic, precum și cu o expoziție la GAMB. In august 2013 a participat cu lucrări la mini – expoziția “Suvenir de Sibiu”, in septembrie 2013 a fost invitat să participe la  expoziția de grup “Peisaje contemporane”, U-Art Gallery, iar in nov. 2013 a participat la Tabăra de creație de la Sighișoara. In februarie 2014 a expus la Sala C.Brancuși a Palatului Parlamentului alături de Corneliu Drăgan-Târgoviște, impreună cu care a expus in lunile mai–iunie la Pitești și Slatina.
In 2015 a participat la mai multe expozitii de grup - Galeria de Arta Calea Victoriei 33, Biblioteca Județeana “Antim Ivireanul” Rm. Vâlcea, „Galeria Regală” a Casino-ului din Sinaia, iar in martie 2016 a expus la Five Plus Art Gallery din Viena in cadrul proiectului “New Colours of Moldova”.

## Expoziții personale
- 1997 -- septembrie -- "Art" Gallery, Timișoara și în decembrie -- Galeria Bibliotecii Centrale Universitare din Cluj;[1]

- 1998 -- decembrie -- Art Gallery, Timișoara;[1]

- 2005 -- februarie -- CNR UNESCO; mai -- FRACCU, Paris - Franța;[1]

- 2006 -- februarie -- CNR UNESCO; septembrie -- Galeria Silva Bușteni; noiembrie - decembrie -- City Gallery, Botoșani;[1]

- 2007 -- februarie -- ArtJazzClub București; martie – Galeria Artis, București; iulie -- Galeria Artis, Muzeul Județean Olt, Slatina; august -- Muzeul de Artă din Constanța;[2] octombrie -- Ambasada SUA la Chișinău, Republica Moldova;[1]

- 2008 -- august – spațiul expozițional ACVAL, Ploiești; octombrie -- Galeria Artis,[3] Muzeul Județean Olt, Slatina și Galeria Galateca (Biblioteca Centrală Universitară)[4]; decembrie -– Galeria Atelier Hanul cu Tei, București;[1]

- 2009 -- martie – Galeria Ana, București;[5] martie – Centrul Cultural Habitus, Sibiu;[6] mai - iunie -- Elite Art Gallery, București[7] septembrie -– Primăria Municipiului București;[8][9][10] octombrie - decembrie – Ceainăria Greentea, București;[11][12] noiembrie -- Galeria Artis, Muzeul Județean Olt, Slatina; decembrie -- Holul Ateneului Român;[1]

- 2010 -- februarie – „Peregrin in paradisul culorilor” Galeria Galateca BCU;[1] septembrie -- Galeria Nouă, București;[13] octombrie -- „Elite Art Gallery";[14] noiembrie --  Sala „Constantin Brâncuși” de la Palatul Parlamentului;[15]

- 2011 -- ianuarie -- Sala „Constantin Brâncuși” de la Palatul Parlamentului;[16] februarie -- Galeriile de Arta ale Municipiului Bucuresti;[17] martie -- Galeria Artis, Muzeul Judetean Olt, Slatina;[18] martie -- Galeria Municipiului București;[19] aprilie -- Holul Ateneului Român; septembrie -- Galeriile SCITART București;[20] noiembrie - decembrie -- U Art Gallery Bucuresti;[21]

- 2012 -- martie -- Cluj-Napoca;[22] aprilie -- Galeriile Municipiului București;[23] iunie -- Muzeul Național Cotroceni;[24] noiembrie -- Crystal Palace Ballrooms din București;[1]

- 2013 -- februarie -- Elite Art Gallery;[25] mai -- Sufrageria Regală din cadrul Centrului Cultural Național Palatul Balcic;[26]

- 2014 -- aprilie -- Galeria de Artă Naivă, Pitești;[27] iunie -- Galeria ARTIS a Muzeului Județean Olt;[28]

- 2015 -- februarie -- Cercul Militar Național;[29][30] martie - aprilie -- Galeria „ARTIS” Slatina;[31] mai -- Galeria de Artă Calea Victoriei 33;[32] noiembrie -- „Viziuni” la Galeria de Artă Calea Victoriei 33;[33]; iunie - iulie -- „Dialoguri” la Galeria Calea Victoriei 33;[34]; martie -- Expoziție de pictură și grafică la Galeria de Artă 33;[35]

- 2016 -- august -- Galeria Regală Casino Sinaia;[36] noiembrie -- ianuarie 2017: „Restituiri cromatice”, Asociația Plop Art la Galeria Regală Casino Sinaia;[37]

## Opera
Vitalie Butescu se identifică printr-o pictură care nu este doar un mijloc de ilustrare a unor principii sau a unor prejudecăți  estetice. Prin simplul fapt că pictura lui este „frumoasă”, ea este în sine o bucurie a sufletului și un mod de declanșare a vibrațiilor de care doar spiritul este capabil.
Prin alegerea cu predilecție a peisajelor cu potențial pitoresc, a naturilor statice și a portretelor de clădiri patinate de vreme, Vitalie Butescu a adus o atmosferă predominant lirică în opera sa. Pe de altă parte, artistul a controlat cromatica prin folosirea culorilor pastelate rezultate din degradarea verticală a unor culori spectrale sau prin folosirea culorilor de pământ cu game calde, modulate ton în ton prin trecerea dintr-o gamă în alta. În toate pânzele lui se poate observa controlul pe care pictorul l-a obținut bazându-se pe contactul vizual cu peisajul sau cu obiectele care urmau a fi înfățișate și nicidecum prin intermediul unor imagini pe care ar fi dorit să le reproducă.

## Lucrări in colecții particulare și muzee
Lucrări in colecții particulare din România, Germania, Olanda, Belgia, Ungaria, Grecia, Austria, Slovenia, Japonia, Austia, Marea Britanie, SUA și in muzee de artă contemporană din București - Cotroceni, Aiud, Medgidia, Constanța, Slatina.
Expunere permanentă in București la Galeria de Artă Calea Victoriei 33, sector 1 și la Butescu Art Studio, str. Baia de Fier nr.6, sect.3, București.